# Comando delle Forze Operative Terrestri di Supporto
Il Comando delle forze operative terrestri di supporto, (COMFOTER SPT) è un Alto Comando dell'Esercito Italiano, con sede a Verona, direttamente dipendente dal capo di stato maggiore dell'Esercito Italiano.

## Storia
È stato istituito il 1 ottobre 2016 quando il COMFOTER è stato riconfigurato con la creazione del COMFOTER COE e del COMFOTER SPT. Ha sede nel Palazzo Carli di Verona. È comandato da un generale di corpo d'armata.

## Funzioni
È organo di direzione, coordinamento e controllo dei Comandi e delle Unità di supporto tattico e logistico dell'esercito e ne assicura l’approntamento a premessa di un impiego operativo sia in territorio nazionale che internazionale.

## Organizzazione

### Reparti dipendenti

Comando delle Forze Operative Terrestri di Supporto a partire dal 2022

Dipendono dal COMFOTER SUPPORTO cinque Comandi a livello di brigata ed uno a livello divisione, ovvero il Comando Genio che a sua volta è composto da due comandi di brigata, uno di natura addestrativa e operativa (Brigata Genio) e uno con compiti infrastrutturali (Comando Infrastrutture):
- Comando artiglieria di Bracciano, è un comando a livello brigata composto da:[3]
  -  5º Reggimento artiglieria terrestre "Superga"
  -  52º Reggimento artiglieria terrestre "Torino"
  -  7º Reggimento difesa CBRN "Cremona"
  -  3º Reggimento Supporto Targeting “Bondone”[4]
  -  Gruppo addestrativo
- Comando artiglieria controaerei di Sabaudia, è un comando a livello brigata composto da:[5]
  -  4º Reggimento artiglieria controaerei "Peschiera"
  -  17º Reggimento artiglieria controaerei "Sforzesca"
  - 121º Reggimento artiglieria contraerei "Ravenna"
  - Gruppo addestrativo
  -  Centro di Eccellenza Counter-Mini/Micro APR
  - Banda
- Comando genio di Roma, è un comando a livello divisione, composto da due reparti a livello brigata, come segue:[6]
  - Brigata Genio:[7]
    -  2º Reggimento genio pontieri
    -  6º Reggimento genio pionieri
    -  Reggimento genio ferrovieri
    - Centro di eccellenza Counter IED
    - Battaglione addestrativo

  - Comando Infrastrutture:[8]
    - 12 Reparti infrastrutture (1°, 3°, 4°, 5°, 6°, 7°, 8°, 10°, 11°, 12°, 14°, 15°)
    - Sezione Staccata Autonoma
    - ROGI
- Comando trasmissioni di Roma, è un comando a livello brigata composto da:[9]
  - Reggimenti dispiegabili
    -  2º Reggimento trasmissioni alpino
    - 7º Reggimento trasmissioni
    -  11º Reggimento trasmissioni
    -  232º Reggimento trasmissioni

  - Reggimenti infrastrutturali
    -  3º Reggimento trasmissioni
    -  32º Reggimento trasmissioni
    -  46º Reggimento trasmissioni

  -  Scuola delle trasmissioni e informatica
  - Reparto Tecnico Elettronico
- Brigata Informazioni Tattiche di Anzio, è un comando a livello brigata composto da:[10]
  -  7º Reggimento CIMIC
  -  9º Reggimento Sicurezza Cibernetica "Rombo"
  - 13º Reggimento HUMINT
  -  28º Reggimento "Pavia" comunicazioni operative
  -  33º Reggimento EW
  - 41º Reggimento IMINT "Cordenons"
  - Centro Formazione Informazioni Tattiche (CeFIT)

### Reparto precedentemente dipendente dal Comando
Nel tempo un altro reparto ha fatto parte del Comando delle Forze Operative Terrestri di Supporto, ma dal 2021 è stato riassegnato al Comando Logistico dell'Esercito:
- Comando Supporti Logistici (fino al 2021)[12]
  -  Reggimento gestione aree di transito
  -  6º Reggimento logistico di supporto generale
  - 1º Reparto di sanità “Torino”
  - 3º Reparto di sanità “Milano”
  - 4º Reparto di sanità “Bolzano”
  - 10º Reparto di sanità “Napoli”

## Comandanti
- Generale di corpo d'armata Amedeo Sperotto (01 ottobre 2016 - 03 luglio 2018)
- Generale di corpo d'armata Giuseppenicola Tota (04 luglio 2018 - 17 settembre 2020)
- Generale di corpo d'armata Massimo Scala (18 settembre 2020 - maggio 2025)